# Новая Липовка (Саратовский район)
Новая Липовка — деревня в Саратовском районе Саратовской области России. С 1 января 2022 года входит в состав городского округа Саратова.

## История
Русский хутор Ново-Липовский был основан на правом берегу реки Курдюм в период столыпинской аграрной реформы, на вненадельной земле Пристанской волости Саратовского уезда, купленной через посредство Крестьянского Поземельного Банка. Поселенцами были крестьяне Липовской волости Саратовского уезда. На 1914 год в хуторе (упоминавшемся также как деревня) числилось 25 дворов, в которых проживало 129 мужчин и 130 женщин. Православное население составляло часть прихода находившейся в версте Свято-Никольской церкви села Расловлевки.
В послереволюционное время Новая Липовка в составе одноименного сельсовета входила в Пристанскую и Расловскую волости Саратовского уезда, с ноября 1923 года - Саратовскую волость, а с марта 1924 года - в составе Расловского (Мало-Расловского) сельсовета Саратовской волости.
В поздний советский период деревня относилась к Дубковскому сельсовету Саратовского района. На 1987 год здесь проживало около 180 человек, имелась школа.

## Физико-географическая характеристика
Деревня располагается на севере Саратовского района, в 8 километрах от посёлка Дубки и в 34 километрах от областного центра города Саратова. Село располагается на берегах реки Курдюм. Вблизи села проходит автодорога южный подход до аэропорта Гагарин.
Климат
Климат в деревне умеренно холодный. Наблюдается большое количество осадков, даже в самый засушливый месяц (согласно классификации климатов Кёппена — Dfa). Среднегодовая температура — 6,3 °C. Среднегодовая норма осадков — 446 мм. Наименьшее количество осадков выпадает в марте и составляет 26 мм. Наибольшее количество осадков выпадает в августе, в среднем 45 мм.
Часовой пояс
Новая Липовка, как и вся Саратовская область, находится в часовой зоне МСК+1. Смещение применяемого времени относительно UTC составляет +4:00.
Уличная сеть
В деревне семь улицы: Дорожная, Станционная, Новая, Заречная, Цветочная, Садовая, Широкая.

## Население
| 2002 | 2010 |
| ---- | ---- |
| 213  | ↘191 |

На 2019 год в селе проживало 269 человека, насчитывается 98 дворов.

## Инфраструктура
В селе работают дом культуры, филиал библиотеки, фельдшерско-акушерский пункт, магазин. Село полностью газифицировано.

## Памятники
Рядом с Домом культуры в деревне установлен памятник погибшим воинам-интернационалистам.

## Фотогалерея
- Виды деревни
- Памятник воинам-интернационалистам
- Дом культуры
- Магазин и Базарная площадь
- Улица Дорожная
- Улица Широкая